# Simončičev kozolec
Simončičev kozolec ali Simončičev toplar je kozolec ob jugovzhodnem robu Bistrice pri Šentrupertu na Dolenjskem. Domačini ga poznajo tudi po imenu Blažev toplar. Ta kozolec velja za enega največjih in kot najlepši toplar v Sloveniji. Leta 1936 ga je po naročilu kmeta Jožeta Simončiča izdelal Janko Gregorčič (uradno Janez Gregorčič; 1906–1984), tesarski mojster iz bližnje Slovenske vasi. Zasnovan je kot toplar z osmimi lesenimi nosilci, tremi pari oken in dvokapno streho. Zatrep, obrnjen proti cesti, ki povezuje Mirno in Mokronog, je zelo bogato ornamentiran s pretežno rastlinskimi in drugimi dekorativnimi motivi. Simončičev kozolec pripada domačiji Bistrica 11. Od leta 2001 je zavarovan kot kulturni spomenik državnega pomena in je edini kozolec v Sloveniji s tem statusom. Kot najbolj znamenit med čez 500 kozolci v Mirnski dolini dopolnjuje Deželo kozolcev, tj. muzej z različnimi tipi kozolcev, ki stoji v Šentrupertu. Pod kozolcem občasno potekajo likovne razstave in druge prireditve, še vedno pa se uporablja tudi za sušenje sena ter za spravilo kmetijskih strojev.